# Ladas z Argos
Ladas z Argos (gr. Λάδας) – starożytny grecki biegacz pochodzący z Argos, zwycięzca biegu na długi dystans (dolichos) na igrzyskach olimpijskich w 460 p.n.e.
Zgodnie z relacją zawartą w dziele Pauzaniasza (Wędrówka po Helladzie III 21,1) po dobiegnięciu na metę padł nieprzytomny z wyczerpania. Zmarł w trakcie podróży powrotnej do domu niedaleko Sparty, gdzie wystawiono mu nagrobek. Rodacy uczcili go posągiem wykonanym przez Myrona, który stał w argiwskiej świątyni Apollona Likiosa.